# アカエイ
アカエイ（赤鱏・赤鱝、Hemitrygon akajei）は、アカエイ科に属するエイ。体盤幅60cm。日本を含む東アジアの沿岸域に広く分布し、分布域では普通に見られる。食用にもなる一方、尾には毒の棘がある。

## 形態
最大幅1.5メートルに達する。アカエイを含む多くのエイは一般的に全長ではなく鰭の幅(体盤幅)で大きさを測る。他のエイに共通するように、体は上から押しつぶされたように平たく、座布団のような形をしている。左右の胸鰭は緩やかな曲線を描くが、吻は尖っている。背面は赤褐色-灰褐色で、腹面は白いが、鰭や尾など辺縁部が黄色-橙色になる点で近縁種と区別できる。背面に目があり、噴水孔が目の後方に近接して開く。腹面には鼻孔、口、5対の鰓裂、総排出腔がある。
体表はほとんど滑らかだが、背中の正中線付近には小さな棘が並び、尾に続く。尾は細長くしなやかな鞭状で、背面に短い棘が列を成して並ぶ。さらに中ほどには数-10センチメートルほどの長い棘が1-2本近接して並び、尾を鞭のように払って刺そうとする。この長い棘には毒腺があり、刺されると激痛に襲われる。数週間も痛みが続いたり、アレルギー体質の人はアナフィラキシーショックにより死亡することもある。棘には鋸歯状の「返し」もあり、一度刺さると抜き難い。刺されたらまず毒を絞り、患部を水または湯で洗い流した後、早急に病院で治療を受ける必要がある。なお、生体が死んでも毒は消えない。

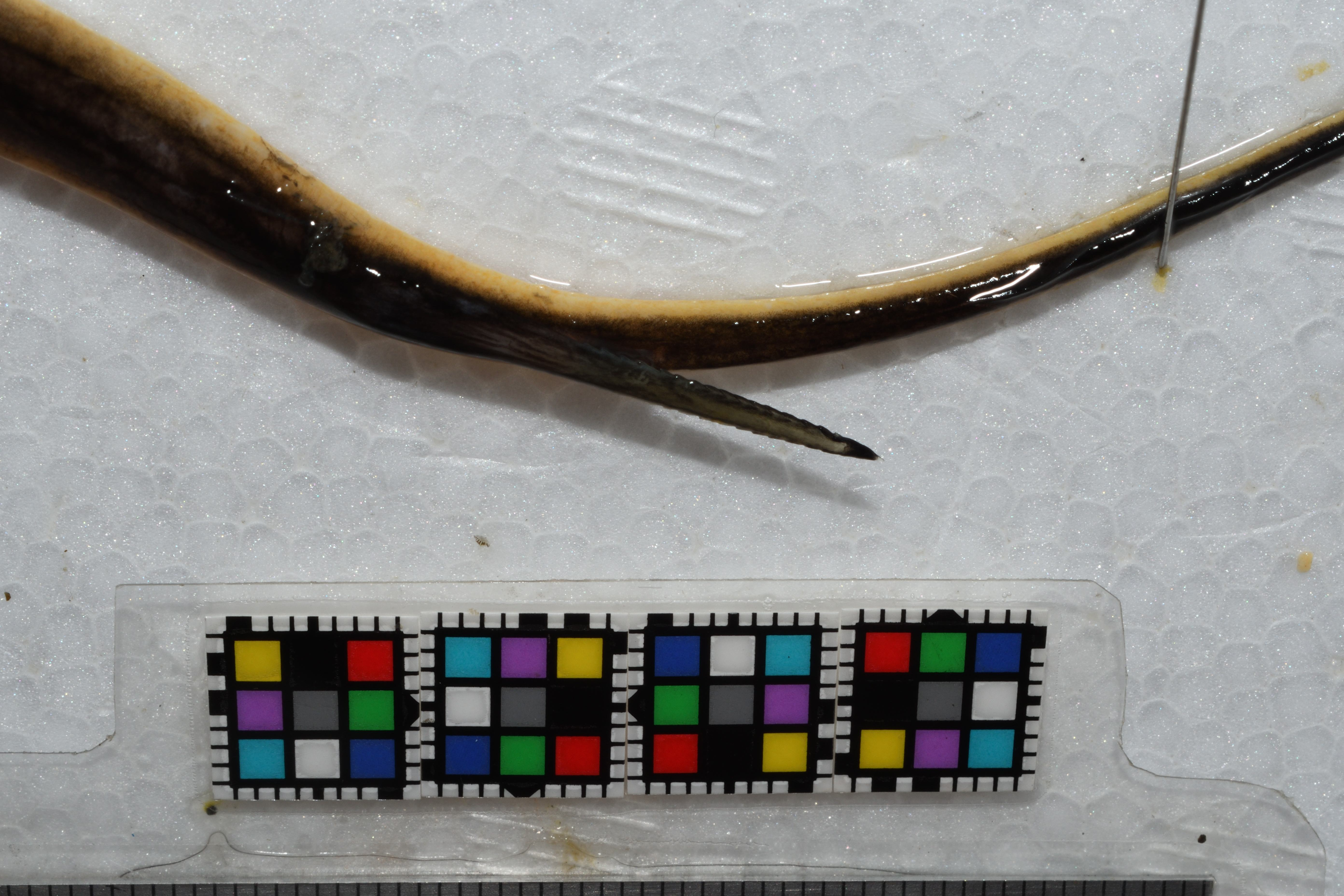
「返し」のあるアカエイの尾の棘。

クロコダイル・ハンターとして著名なスティーブ・アーウィンは番組の収録中にアカエイ科のエイの棘に刺され死亡した。

## 分布
北海道南部から東南アジアまで、東アジア沿岸域に広く分布する。学名の種名"akajei"は和名に由来している。また、フィジーやツバルでも記録がある。

## 生態
浅い海の砂泥底に生息し、分布域では目にする機会が多い。河口などの汽水域に侵入することもある。普段は砂底に浅く潜り、目と噴水孔、尾だけを砂の上に出す。泳ぐ時は左右の胸鰭を波打たせ、海底近くを羽ばたくように泳ぐ。食性は肉食性で、貝類、頭足類、多毛類、甲殻類、魚類など底生生物を幅広く捕食する。アサリなどの漁場では、食害が問題となることもある。
繁殖形態は多くの軟骨魚類に見られる卵胎生で、メスは交尾後に体内で卵を孵化させる。春から夏にかけて浅海で出産される5-10匹の稚魚は体長10センチメートルほどで、背面も腹面も一様に淡褐色だが、体型は親と同じである。
弱った個体が浜に打ち上げられたり、浅い海で知らずに海水浴で踏んでしまった時には、毒針を受ける危険がある。しかし、触ったりしない限りは人を刺すことはない。
天敵はサメ類で、特にシュモクザメ類によく狙われる。毒針もシュモクザメには通用しないようで、T字状の頭で押さえつけられ、殴打されて食べられてしまう。

## 別名
エイ（各地）、アカエ（関西）、エブタ（和歌山県）、アカマンタ（沖縄県）、アカヨ、ホンエイなど。

## 利用
定置網や底引き網などの沿岸漁業で漁獲される。漁業価値は高くないが、エイ類としては多く漁獲され、利用頻度も高い。
刺身、湯引き、煮付け、煮こごり、味噌汁、唐揚げなどで食用になる。鰭の軟骨を干物にしたり、魚肉練り製品の原料にも使われる。身は脂肪が少なく繊維質が強く、エイの中で最も美味といわれる。
生の身はピンク色だが、湯引きすると白色になる。肉質はしっかりしていて悪くないが、軟骨魚類の例に漏れず漁獲後に時間が経つとアンモニア臭が発生する。日本では酢味噌やショウガ、酒などを用いて臭みを消す料理が一般的である。
沿岸性の大型魚であることから、水族館などでもよく飼育される。
アイヌはアカエイの毒針を切り取って槍先に用いたり、割って毒を取り出し、矢毒として利用した。

## 民俗
アカエイの総排出腔はヒトの女性の陰部に似るといい、傾城魚の別名があり、飯島保作（1863年 - 1931年）の『臙脂筆』（べにふで）には、「赤えい一名傾城魚といひ、傾城魚の抱心いかに春の海、といへる俳句あり」とある。
「傾城」とは元来美女または遊女の意であるが、城を傾ける魚ということからのちにアカエイは巨大なものであると信じられ、アカエイの京などという説話が信じられた。